# Холошвій Віра Дмитрівна
Холошвій Віра Дмитрівна — українська поетеса, гумористка, член Спілки письменників з 2012 року, двічі лауреат гумористичної премії «Світ уцілів, бо сміявся» газети «Веселі вісті», Лауреат літературної премії імені Григорія Чупринки за книгу гумору « кби я була президентом», Лауреат премії імені Остапа Вишні за книгу "Смішки з чужої лемішки".

## Біографія
Народилася 1 січня 1955 року в селі Пухівка, Броварського району, Київської області. У 1972 році закінчила Пухівську середню школу, а у 1976 році — Київський топографічний технікум. Працювала не за фахом на різних посадах у радгоспі «Пухівський», директором Будинку культури, в санаторії-профілакторії «Зоряний», у відділі Соціального захисту населення. Із 2007 року на заслуженому відпочинку. Живе у рідному селі.

## Творчість
Любов до рідного слова привела її у 1983 році в літературно-мистецьке об'єднання «Криниця» міста Бровари, при районній газеті «Нове життя». З того часу сотні разів друкувалася у районній газеті з віршами, гуморесками, дописами на злободенні теми села та району.
Друкувалася у газетах «Сільські вісті», «Київська правда», «Молода гвардія», «Злагода», «Патріот України», «Веселі вісті», в обласних, районних газетах Івано-Франківської, Черкаської та Вінницької областей, у журналах «Київ», «Перець». На радіо неодноразово звучали усмішки та гуморески. Друкували у США м. Чикаго.
У 1987 році була учасником обласного семінару молодих літераторів в Ірпені. А у 1988 році — учасником республіканського семінару в м. Києві та учасником наради молодих літераторів у 1989 році.
Друкувалася у колективному збірнику «Криниця» — 1994, 2005 роки.
У 2016 році друкувалася у всеукраїнській книзі гумору і сатири «Путлер капут».